# تراپتون
تراپتون (به انگلیسی: Thropton) یک روستا و محله مدنی در بریتانیا است که در نورث‌آمبرلند واقع شده‌است. تراپتون ۴۵۸ نفر جمعیت دارد.